# 2024年度美國國防授權法
2024年度國防授權法（英語：National Defense Authorization Act for Fiscal Year 2024）是美國聯邦法律，規定了美國國防部2024財年的預算、支出和政策。歷年來，每年都通過類似的法案。

## 歷史
2023年7月14日美國眾議院表決通過2024財政年度國防授權法案。2023年7月27日，美国参议院通過眾議院版年度国防法案的修正案。2023年12月7日，参众两院協商委員会就2024年度《国防授权法》文本达成最後版本。12月14日，兩院通过了2024年国防授权法案。12月22日，美國總統拜登簽署法案。

## 內容
2024財政年度各类军费开支達8860亿美元，较2023财年增加近300亿美元，8亿美元将提供给乌克兰。
法案納入：
- 履行「AUKUS」（澳英美三方安全夥伴關係）協議所需授權，包括批准轉讓3艘二手維吉尼亞級核動力潛艦、允許五角大廈接收澳洲向美國潛艦建造工業的注資、同意澳洲民間造船人員接受維修與建造核動力潛艦所需訓練，以及允許澳洲與英國獲得美國多項軍備出口管制的豁免。
- 为中華民國國軍建立全面性的訓練、指導及組織能力建構計畫[3]。
- 台灣的「誠實地圖案」，禁止美國國防部使用任何將台灣納入中國領土的地圖。國防授權法案所授予美國五角大廈的所有資金，「都不能用來製作、採購或展示將台灣、金門、馬祖、澎湖、烏坵、綠島、蘭嶼納為中國領土的地圖。」。2022年3月在美國國會提出並通過相似法案，禁止美國國務院使用任何將台灣視為中國領土的地圖，如今更將範圍擴大到國防部[5]。

- 将中華人民共和国（包含香港特别行政区、澳门特别行政区）及古巴、伊朗、北韓、俄羅斯、委內瑞拉列为“海外敌对势力”[6][7]。

## 外部連結
- 2024年度美國國防授權法 （页面存档备份，存于）